# Terauchi Manjirō

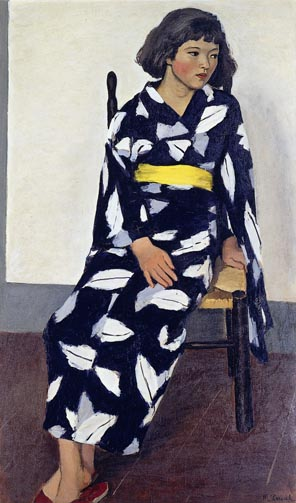
„Yukata“, 1930

Terauchi Manjirō (japanisch 寺内 万治郎, ursprünglich 寺内 萬治郎 geschrieben; geb. 25. November 1890 in Osaka, gest. 14. Dezember 1964) war ein japanischer Maler der Yōga-Richtung  der Taishō- und Shōwa-Zeit, der vor allem für seine Gemälde weiblicher Akte bekannt ist.

## Leben und Werk
Terauchi Manjirō besuchte die Kunsthochschule Tokio (東京美術学校, Tōkyō bijutsu gakkō), der Vorläufereinrichtung der Geidai, wo er unter Kuroda Seiki in der Abteilung für Westliche Malerei studierte. 1916 machte er dort seinen Abschluss. 1918 konnte er Bilder auf der staatlichen „Bunten“-Ausstellung zeigen. 1919 wurde er Juror auf der nun „Teiten“ genannten Ausstellung. 1926 gründete er mit Malerfreunden, unter anderem Suzuki Shintarō, die „Granatapfel-Gesellschaft“ (柘榴社, Zakuro-sha). 1929 wurde Terauchi Mitglied der Kōfukai (光風会).
Während des Pazifikkriegs wurde Terasaki als Maler im Auftrag des Heeres nach Südostasien entsandt, wo unter anderem der Entwurf für das Bild „マニラを望む“ (Manila o nozomu, Warten auf Manila) entstand. Von 1943 bis 1950 unterrichtete Terauchi an seiner alma mater. 1944 gründete er mit einer Reihe seiner Schüler Suda Kotaku (須田剋太; 1906–1990), Satomi Akimasa (里見明正; 1912–1974), Fujimoto Tōichryō (藤本東一良; 1913–1998), Okada Matasaburō (岡田又三郎; 1914–1984), Watanabe Takeo (渡辺武夫; 1916–2003) und anderen die Musashino-Vereinigung (武蔵野会). Von 1952 an war er der Tōkyō University of Education (東京教育大学, Tōkyō kyōiku daigaku) tätig und von 1959 an der Universität Niigata.
1950 erhielt Terauchi für sein Bild „横臥裸婦“ (Ōka rafu, Liegender Akt) den Preis der Akademie der Künste und wurde 1960 Mitglied der Akademie. Er bildete zahlreiche Maler aus.

## Bilder

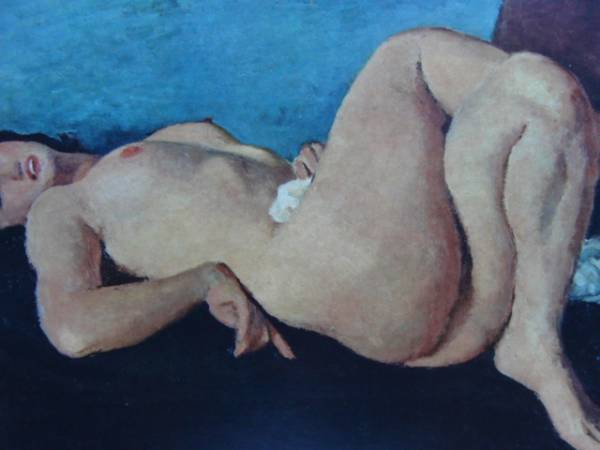
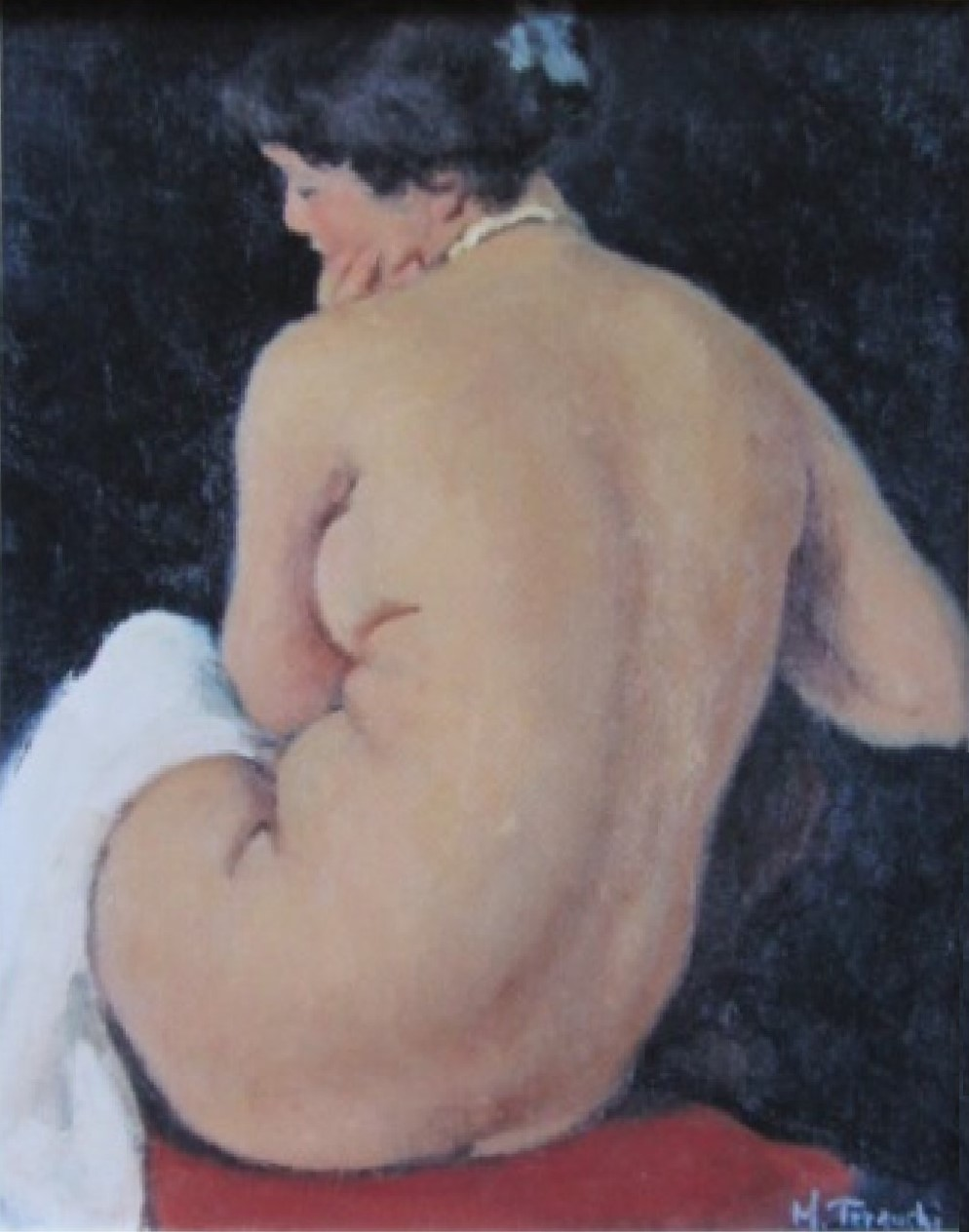
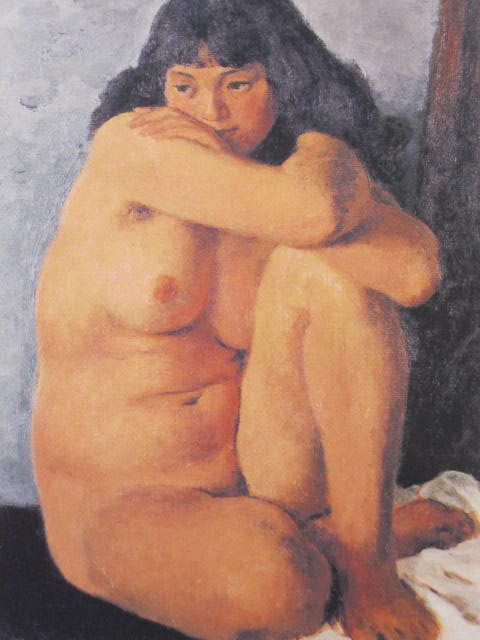
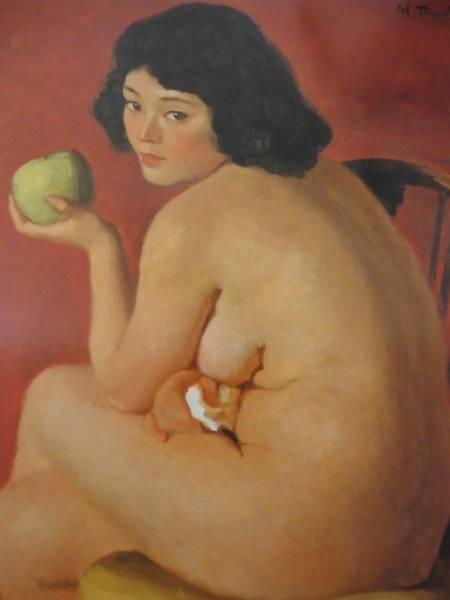
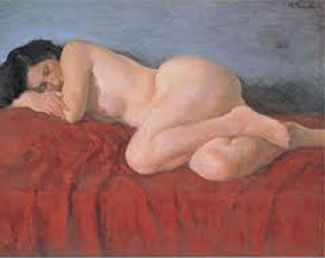
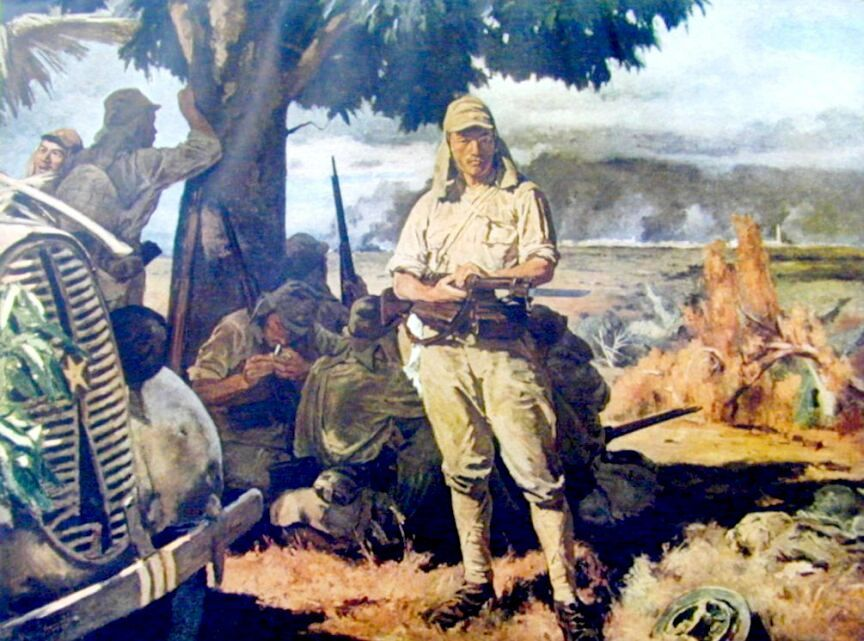
Warten auf Manila, 1943
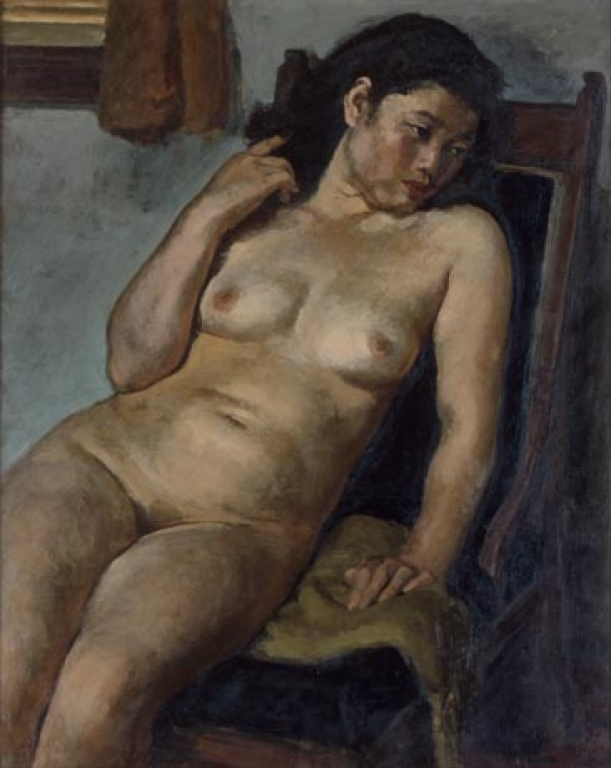
1947
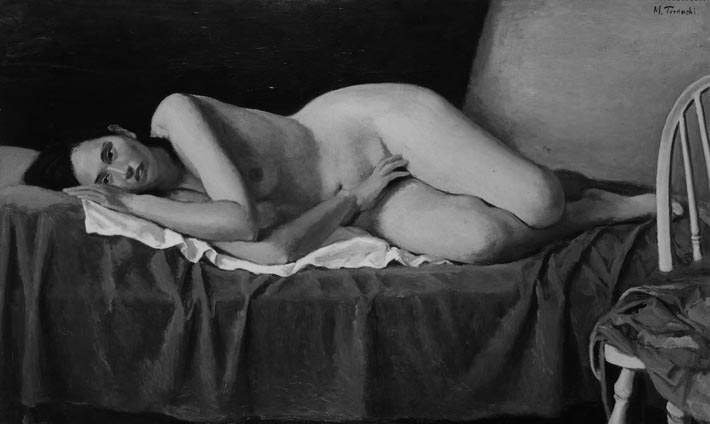
Liegender Akt, 1950
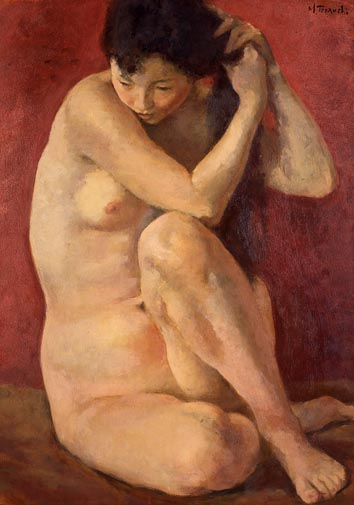
1963